# Liturgi

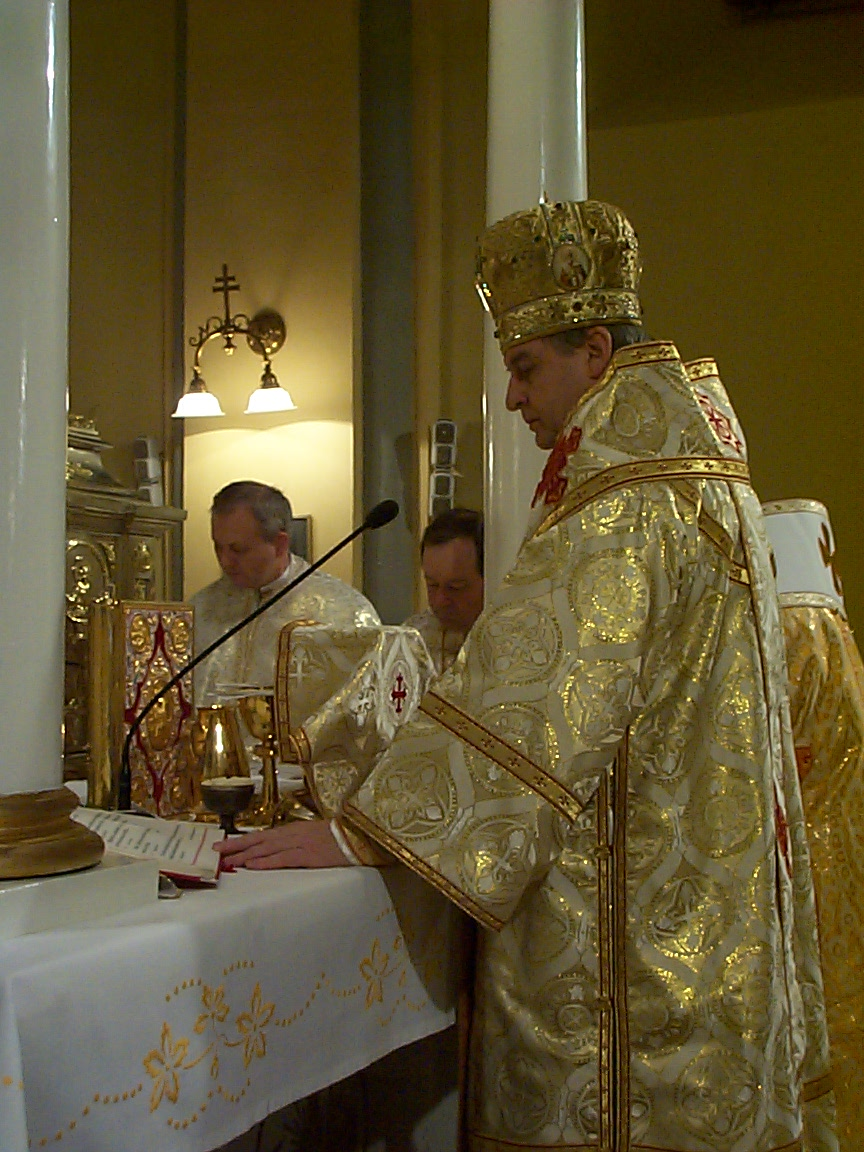
En biskop celerbrerar den gudomliga liturgin i en östkatolsk kyrka i Prešov, Slovakien.

Liturgi (ursprungligen från grekiskans leitourgia (λειτουργία eller λῃτουργία, av λαός / Laos, "folket" och roten ἔργο / ergo, "göra")) är en religiös grupps gudstjänst eller gudstjänstordning. 
Begreppet användes ursprungligen om den judiska gudstjänsten och intar en framträdande roll inom kristendomen, men kan även användas för att beskriva andra religioners riter och ceremonier. En liturg är en person som förrättar gudstjänst. En liturgiker är en person som studerar liturgik: liturgiers historia, struktur och innehåll.

## Historik
Leitourgia är gammalgrekiska och betyder "offentligt arbete" eller "uppdrag i det allmännas tjänst". I de grekiska stadsstaterna syftade liturgi på ett bygge eller annat allmännyttigt projekt som en rik medborgare bekostat, antingen frivilligt eller till följd av en särskild skatt som ålagts honom.
I Septuaginta, en översättning till grekiska av de judiska skrifterna i Gamla testamentet vars äldsta delar dateras till från 300-talet f.Kr., uppstod en betydelseglidning där liturgin som allmännyttig tjänst i stället blev en benämning för det judiska prästerskapets tjänstgöring i Jerusalems tempel, alltså tjänst för Gud. Ordet återkom sedan i de grekiska texterna i Nya testamentet för att beskriva tjänst för Kristus snarare än tempeltjänst. Under senantiken eller tidig medeltid hade innebörden helt övergått från att vara en politisk förvaltningsterm till ett religiöst begrepp. En tidig liturgibeskrivning återfinns i Strasbourg-papyrusen. 
Från senmedeltid finns belägg för en latinisering av ordet, liturgia. Efter den stora schismen 1054 utvecklades begreppet olika i den östliga och västliga kyrkan. I den östortodoxa kyrkan kom liturgi att syfta på själva mässan. Från 1700-talet är den vanliga betydelsen inom den västkyrkan i stället själva gudstjänstordningen. Kopplingen till tjänst för allmänheten har dock kommit att bevaras genom att främst församlingens gemensamma gudstjänster snarare än enskilda religiösa handlingar har beskrivits som liturgi. I modernt och multireligiöst språkbruk kan dock kravet på offentlig eller gemensamt gudstjänst möjligen ifrågasättas.

## Liturgin som judisk gudstjänstordning
Den judiska liturgin består av böner och recitationer beskrivna i siddur, en judisk bönebok vars namn kan härledas från ordet seder som betyder just ordning. Siddur innehåller de dagliga bönerna och böner för många särskilda tillfällen, med förklaringar hur recitationen ska gå till. Eftersom vissa gudstjänstmoment kräver att ett visst minsta antal troende är närvarande (minjan) finns också anvisningar för vilka böner som kan läsas enskilt. Större delen av den judiska liturgin sjungs och många synagogor har en särskild försångare, hazzan.

## Liturgin som kristen gudstjänstordning
Kyrkorna samlar oftast sina olika gudstjänsters liturgi i en kyrkohandbok, fastställd enligt respektive kyrkas ordning. Utöver gudstjänstmomentens inbördes ordning kan liturgin innehålla föreskrifter om texter, böner, musik, rörelser, liturgens kläder, gudstjänstlokalens utsmyckning med mera. Föreskrifterna följer kyrkoåret och liturgin hör därför starkt samman med ett lectionarium.

### Romersk-katolska kyrkan
I Romersk-katolska kyrkan är breviariet och Missale Romanum de främsta liturgiska böckerna. I de anglikansk-episkopala kyrkorna är den främsta liturgiska boken Den allmänna bönboken (Book of Common Prayer), men det är numera inte ovanligt att nyare alternativliturgier har antagits parallellt med Den allmänna bönboken. 

### Svenska kyrkan och frikyrkorna
I en svensk kontext har liturgi främst kopplats till högkyrkliga rörelser, men som allmänt begrepp för gudstjänstritualen kan begreppet även tillämpas i de lågkyrkliga samfunden. Under de senaste 20 åren har också flera traditionellt lågkyrkliga frikyrkor gjort anpassningar till de äldre liturgiska modellerna, inte minst genom nymonasticismen.
Flera frikyrkor har en gudstjänstordning som i huvudsak består av ett inledningsanförande och välkomnande av dagens predikant, bibelläsning, predikan, frivillig insamling till församlingens verksamhet, samt förbön. Under gudstjänsten sjunger man lovsånger och/eller sånger ur samfundets sångbok. Kyrkkaffe efter söndagens gudstjänst är vanligt.
För liturgins historia och utveckling i Svenska kyrkan, se avsnittet om kyrkohandboken.

## I ortodoxt kristet språkbruk
I den östortodoxa och orientaliskt ortodoxa kyrkorna används ordet liturgi uteslutande om firandet av Eukaristin, men inte om andra sorters kristen gudstjänst, såsom tidegärden, förbönsgudstjänster (moleben, panycheida) eller firandet av andra sakrament. 
Ordet liturgi används också i namnet på olika former för eukaristins firande inom östortodoxa kyrkor, orientaliska kyrkor, Syrisk-maronitiska kyrkan och de assyriska kyrkorna, exempelvis:
- Chrysostomosliturgin
- Den bysantinska Basileiosliturgin
- Den bysantinska Jakobsliturgin
- Den syrisk-ortodoxa Jakobsliturgin
- Den alexandrinska Basileiosliturgin (koptisk)
- Markusliturgin (koptisk)
- Kyrillosliturgin (koptisk)
- Gregorios av Nazianzos liturgi (koptisk)
- Addais och Maris liturgi (assyrisk)
- Theodorosliturgin (assyrisk)
- Nestoriosliturgin (assyrisk)